# Julio César González
Julio César González (Guerrero Negro, Mexikó, 1976. július 30. – Guerrero Negro, 2012. március 10.) mexikói ökölvívó.

## Élete

### Pályafutása
Mexikói válogatottként részt vett az atlantai olimpián, de az első körben kikapott a későbbi győztes kazah Vaszilij Zsirovtól.
1997-ben állt profinak, és 2001-ben 27 megnyert mérkőzés után vívhatta első világbajnoki címmeccsét az amerikai Roy Jones ellen, de egyhangú pontozásos vereséget szenvedett. Második világbajnoki próbálkozását siker koronázta a veretlen Dariusz Michalczewski ellen, és megszerezte a WBO félnehézsúlyú címét. 2004. január 17-én az első címvédésén kikapott Erdei Zsolttól, és elveszítette az övet. Utána kétszer próbálkozott világbajnoki cím megszerzésével az IBF-bajnok brit Clinton Woods ellen, de mindkétszer elbukott.
45 profi mérkőzéséből 41-et nyert meg (ebből 25-öt kiütéssel), és négyet vesztett el.

### Halála
Cserbenhagyásos motoros baleset áldozata lett, egy részeg sofőr elütötte szülővárosában. Több mint egy óra múlva találtak rá, amikor még életben volt. A kórházban hunyt el.